# YTN뉴스퀘어
YTN뉴스퀘어는 대한민국 서울특별시 마포구 상암동에 위치한 방송국 건물이다. 지상 18층, 지하 6층으로, 대한민국 서울특별시 중구에 있는 YTN뉴스퀘어에 위치한 YTN 방송국이 상암동에 위치한 YTN뉴스퀘어로 이전하였고 2014년에 상암시대의 개막이 시작되었다. 이후 YTN뉴스타워가 와이즈타워로 명칭이 변경되었다. 2011년에 조감도가 공개되었고 2012년에 착공하여 2014년에 상암동 시대가 시작되었다. 남대문 구 사옥 YTN뉴스타워에서명칭을 와이즈타워로변경되었다.

## 내부 시설
| 층수         | 용도 |
| ------------ | --- |
| 18층         | 제로투세븐, 엠즈푸드시스템 |
| 17층         | CJ프레시웨이, 스튜디오 은다다, SM 스튜디오 화이트                                                                                          |
| 16층         | 빅토리콘텐츠, 스튜디오 수제, 미르미디어, TTI Korea, 디오메디칼, STUDIO 605, 모코엠시스                                                     |
| 15층         | 홈초이스, SAMGA |
| 14층         | 센게이지러닝코리아, 모코엠시스, 아이티네이드, CJ ENM, 모핏, 디오, 켐오일                                                                   |
| 13층         | 한국미즈노㈜, 로운컴퍼니씨앤씨 |
| 12층         | 한국문화예술교육진흥원 (원장실, 법무감사실, 경영기획본부, 미래사업본부, 교육연수센터)                                                      |
| 11층         | 한국문화예술교육진흥원 (학교예술교육본부, 사회예술교육본부, 예술교육기반본부)                                                              |
| 10층         | 비바체엔터테인먼트, 토브미디어, 스튜디오 메리골드, 써모 피셔 사이언티픽, HSO KOREA, JAAEM, 미래에셋금융서비스, 에이치디에너지, 웨더뉴스    |
| 9층          | YTN 미디어전략실, 미래연구소, 마케팅국, 미디어사업국, 해설위원실, 기술국, 기술연구소, 선거단, YTN 월드                                     |
| 8층          | YTN 라디오, 라디오 1-4스튜디오, YTN DMB, 일본 TBS 서울지국                                                                                 |
| 7층          | YTN 대표이사, 상무이사, 감사, 경영기획실, 총무국, 감사팀, 대회의실                                                                         |
| 6층          | YTN 편성제작국, 종합편집실, YTN 노동조합, 공정방송추진위원회, YTN 사이언스                                                                 |
| 5층          | YTN 시청자센터, 홍보시청자팀, 심의팀, 통합주조정실, 신호분배실, INSIDE YTN(홍보 투어코스), YTN 날씨                                        |
| 4층          | YTN 보도국 편집부, 앵커팀, 그래픽팀, 화면R&D팀, TV 1,2,3 스튜디오, TV 1,2,3 부조정실, 디지털스튜디오, 디지털미디어랩, 분장실, 출연자대기실 |
| 3층          | YTN 보도국, 영상취재부, 영상편집부, 영상아카이브팀, 디지털뉴스센터                                                                         |
| 2층          | YTN 글로벌뉴스센터, TV 5,6 스튜디오, TV 5 부조정실, YTN 플러스                                                                             |
| 1층          | YTN 홀, INSIDE YTN(홍보 투어코스), 오픈스튜디오, 체험스튜디오                                                                              |
| 지하 1 ~ 6층 | 지하주차장 |

## 사건 및 사고
- 2016년 12월 19일 - 해병대 복장 남성이 트럭을 몰고 돌진을 했다.

## 같이 보기
- YTN